# 林紘一郎
林 紘一郎（はやし こういちろう、1941年3月10日 - ）は、日本の法学者。経済学博士（京都大学・1991年）、博士（法学）（慶應義塾大学・2004年）。慶応義塾大学教授などを経て、情報セキュリティ大学院大学学長を務めた。専門は、技術標準や知的財産、メディアのあり方などをめぐる法と経済学、インターネットの自由と規律、セキュリティ法など。

## 人物・経歴
日本統治時代の台湾生まれ。岐阜県立岐阜高等学校を経て、1963年東京大学法学部卒業。同年旧電電公社（NTTの前身）に入社。民営化後は、国際部次長、専用サービス推進部長、NTTアメリカ社長など経て、1996年退社。この間、一橋大学商学部、早稲田大学理工学部、東京大学（教養学部、経済学部）などの非常勤講師を歴任。
慶應義塾大学メディアコミュニケーション研究所教授を経て情報セキュリティ大学院大学副学長。
2004年より情報セキュリティ大学院大学副学長に就任。2009年から同学長。
1991年京都大学より経済学博士の学位を取得、学位論文の題は「ネットワーキングの経済学」。2004年論文「「情報メディア法」の研究」で慶應義塾大学より博士（法学）の学位を取得。

## 著書

### 単著（主なもの）
- 『インフォミュニケーションの時代』（中公新書、1984年）
- 『ネットワーキングの経済学』（NTT出版、1998年）
- 『ユニバーサル・サービス』（共著、中公新書、1994年）
- 『IT2001 なにが問題か』（共著、牧野二郎・村井純との共同監修、岩波書店、2000年）
- 『電子情報通信産業』（電子情報通信学会、2002年）
- 『著作権の法と経済学』（編著、勁草書房、2004年）
- 『情報メディア法』（東京大学出版会、2005年）
- 『進化するネットワーキング――情報経済の理論と展開』（共著、NTT出版、2006年）
- 『情報法のリーガル・マインド』（勁草書房、2017年）